# Бразильская императорская семья
Бразильская императорская семья (порт. A dinastia imperial) — ведёт своё происхождение от португальской королевской династии Браганса, находится в родстве с домами Габсбургов и Бурбонов.
7 сентября 1822 года Дом Педру Браганса (1798—1834), королевский принц Португалии, Бразилии и Алгарве, член династии Браганса, наследный принц Португалии, объявил о независимости Бразилии от Португальского королевства и провозгласил себя императором Бразилии. Императорский титул был ему официально пожалован 12 октября 1822 года. В 1825 году в Рио-де-Жанейро был подписан португальско-бразильский договор, по условиям которого король Португалии Жуан VI вынужден был признать независимость Бразилии, бывшей португальской колонии.
Бразилия, колония Португалии в 1530—1815 годах, в 1815 году была официально возведена в статус Соединённого королевства (с Португалией), в правление королевы Марии I (принц-регент Дом Жуан Браганса, будущий Жуан VI). В 1815—1822 годах Португальское королевство официально было известно как Соединённое королевство Португалии, Бразилии и Алгарве.

## Императоры Бразилии (1822—1889)
Бразильская империя оставалась конституционной монархией до 1889 года, когда после военного переворота была провозглашена Первая Бразильская республика. Во главе Бразильской империи находилось два императора из династии Браганса:
- Дом Педру I (1822—1831): родился в 1798 году, умер в 1834 году. Также занимал королевский престол Португалии как Педру IV (1826—1828). Второй сын португальского короля Жуана VI и испанской инфанты Карлоты Жоакины
- Дом Педру II (регентство в 1831—1840 годах, личное правление в 1840—1889 годах): родился в 1825 году, умер в 1891 году. Единственный сын императора Педру I и Марии Леопольдины Австрийской.

## Претенденты на бразильский императорский трон после 1889 года

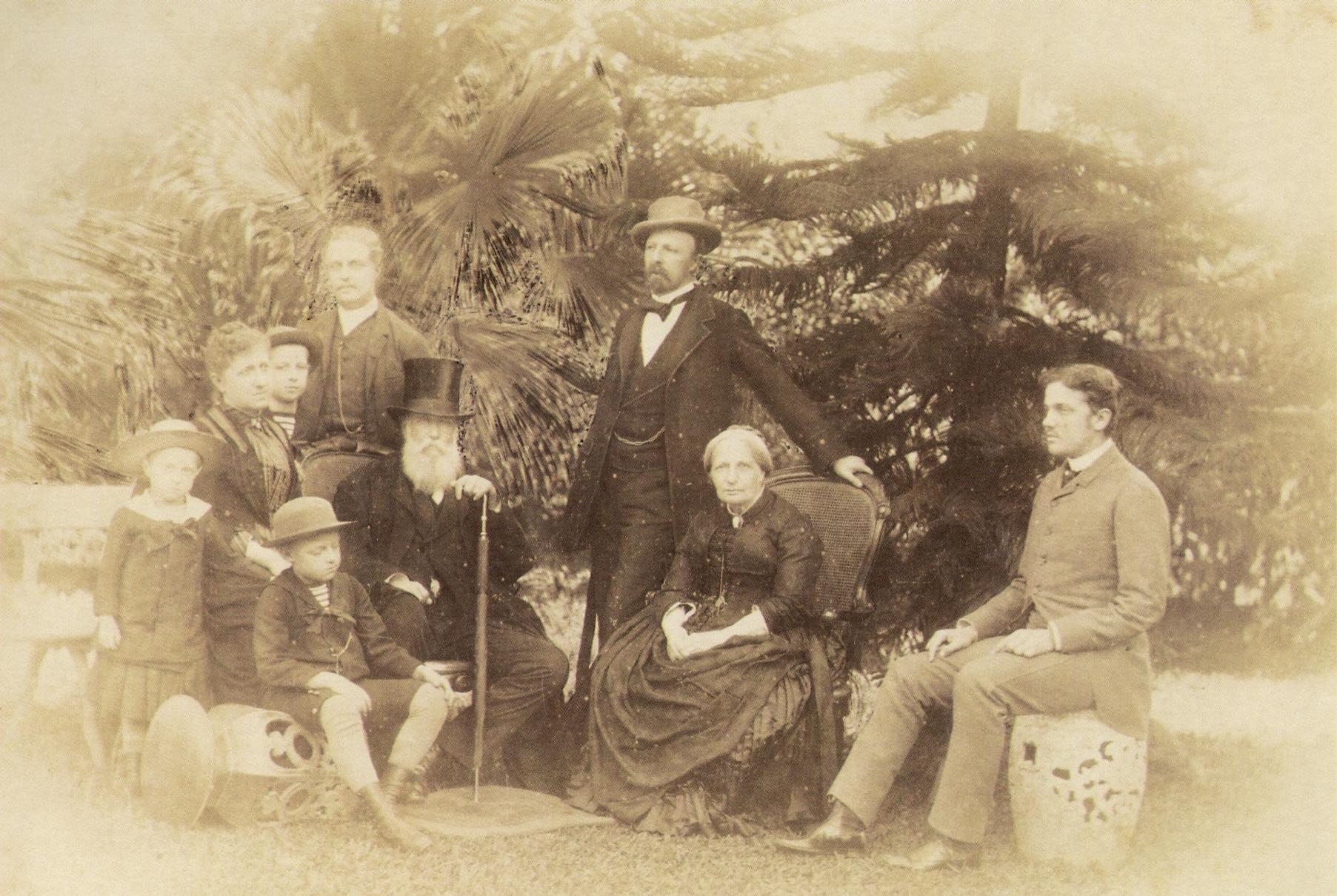
Бразильская императорская семья (1887)

- Педру II Бразильский (1889—1891): свергнут в результате военного переворота, с семьёй эмигрировал в Европу.
- Изабелла Бразильская (1891—1921): родилась в 1846 году, умерла в 1921 году. Императорская принцесса и регент Бразилии, старшая дочь Дома Педру II. Её супруг — принц Гастон Орлеанский, граф д’Э, после смерти Педру II считался де-юре императором-консортом Бразилии.

### Васорасскаялиния
- Принц Дом Педру Энрике Орлеан-Браганса (1921—1981): родился в 1909 году. Внук Гастона Орлеанского и Изабеллы Бразильской, старший сын принца Луиша Орлеан-Браганса (1878—1920).
- Принц Дом Луиш Орлеан-Браганса (1981—2022): род. в 1938 году, старший сын принца Дома Педру Энрике
- Принц Дом Бертран Орлеан-Браганса (род. в 1941): третий сын принца Педру Энрике.

### Петрополисскаялиния
- Принц Дом Педру Гастан Орлеан-Браганса (1940—2007): родился в 1913 году, старший сын принца Педру де Алькантары Орлеан-Браганса, старшего сына принцессы Изабеллы Бразильской и Гастона Орлеанского. В 1908 году Педру де Алькантара отказался за себя и своих потомков от претензий на бразильский императорский престол. Педру Гастан оспорил отречение своего отца и заявил о своих претензиях на главенство в императорской династии[1].
- Принц Дом Педру Карлуш Орлеан-Браганса (2007 — настоящее время): старший сын Педру Гастана. Объявил себя приверженцем республики[2].
  - Наследник: Принц Педру Тиагу Орлеан-Браганса (род. 1979): старший сын Дома Педру Карлуша.

## Генеалогическая таблица Бразильской императорской семьи

Герб династии Орлеан-Браганса

Герб рода Саксен-Кобург и Браганса, ветви бразильской императорской династии

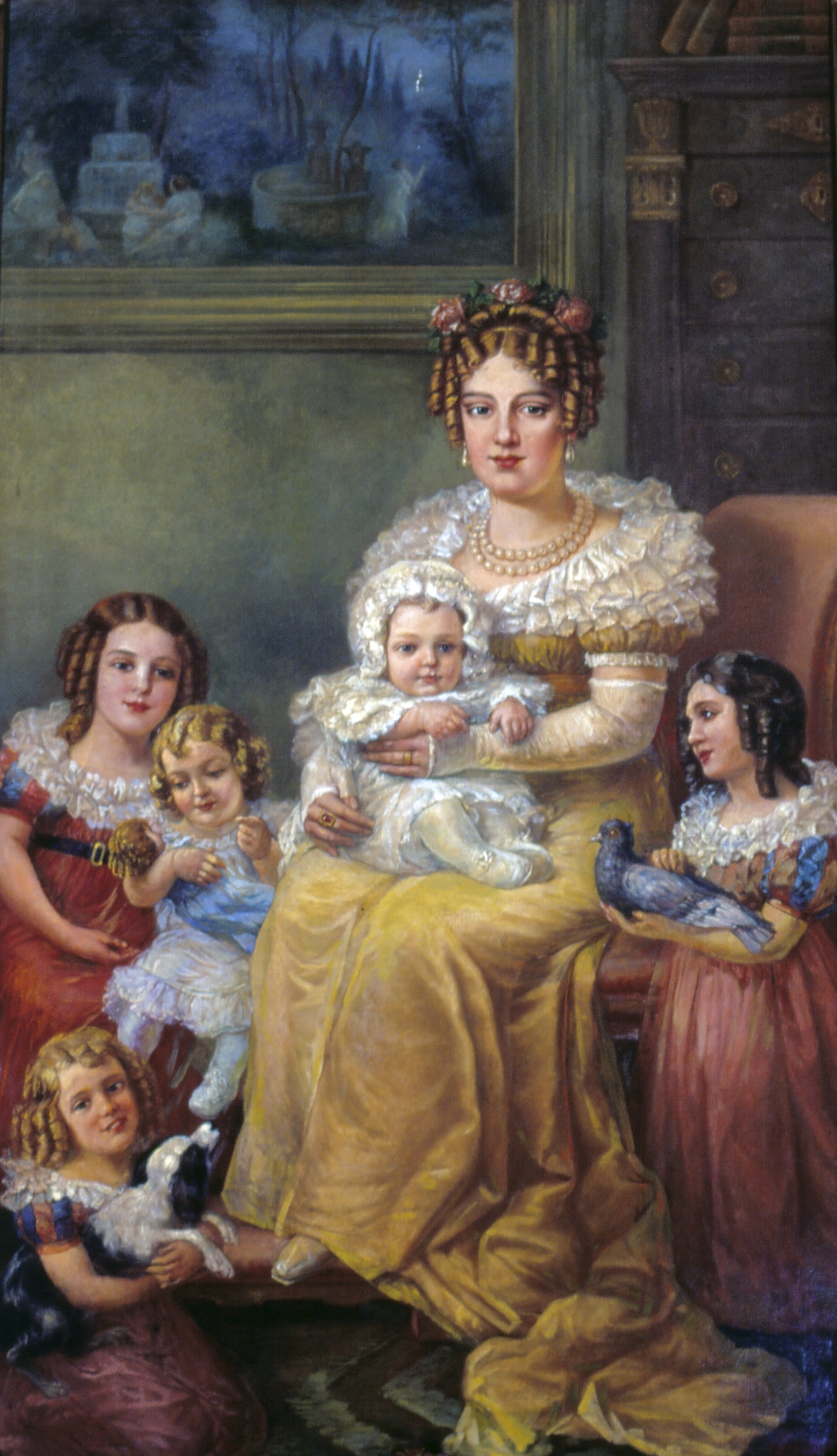
императрица Бразилии Мария Леопольдина на руках с сыном, принцем Педру, в окружении принцесс Марии да Глории, Паулы Марианы, Франсишки Каролины и Жануарии Марии

- Дом Педру I Бразильский (1798—1834)
  - Мария II Португальская (1819—1853)
  - Дом Мигель, принц Бейра (1820—1820)
  - Дом Жуан Карлуш, принц Бейра (1821—1822)
  - Принцесса Донна Жануария Бразильская (1822—1901)
  - Принцесса Донна Паула Мариана Бразильская (1823—1833)
  - Принцесса Донна Франсишка Каролина Бразильская (1824—1898)
  - Дом Педру II Бразильский (1825—1891)
    - Дом Афонсу, императорский принц Бразилии (1845—1847)
    - Донна Изабелла Кристина, императорская принцесса Бразилии (1846—1921)
      - Принц Дом Педру де Алькантара Орлеан-Браганса (1875—1940)
        - Принцесса Донна Изабелла Орлеан-Браганса (1911—2003)
        - Принц Дом Педру Гастан Орлеан-Браганса (1913—2007)
          - Принц Дом Педру Карлуш Орлеан-Браганса (род. 1945)
            - Принц Дом Педру Тиагу Орлеан-Браганса (род. 1979)
            - Принц Дом Фелипе Орлеан-Браганса (род. 1982)

          - Принцесса Донна Мария да Глория Орлеан-Браганса (род. 1946)
          - Принц Дом Афонсу Дуарте Орлеан-Браганса (род. 1948)
          - Принц Дом Мануэл Альваро Орлеан-Браганса (род. 1949)
          - Принцесса Донна Кристина Мария до Росарио Орлеан-Браганса (род. 1950)
          - Принц Дом Франсишку Умберто Орлеан-Браганса (род. 1956)

        - Принцесса Донна Мария Франсишка Орлеан-Браганса (1914—1968)
        - Принц Дом Жуан Мария Орлеан-Браганса (1916—2005)
        - Принцесса Донна Тереза Орлеан-Браганса (1919—2011)

      - Принц Дом Луиш Мария Орлеан-Браганса (1878—1920)
        - Принц Дом Педру Энрике Орлеан-Браганса (1909—1981)
          - Принц Дом Луиш Гастан Орлеан-Браганса (1938-2022)
          - Принц Дом Эудес Мария Орлеан-Браганса (род. 1939)
          - Принц Дом Бертрам Мария Жозе Пиу Жануарио Орлеан-Браганса (род. 1941)
          - Принцесса Донна Изабелла Мария Орлеан-Браганса (род. 1944)
          - Принц Дом Педру де Алькантара Энрике Орлеан-Браганса (род. 1945)
          - Принц Дом Фернанду Диниш Орлеан-Браганса (род. 1948)
          - Принц Дом Антониу Жуан Орлеан-Браганса (род. 1950)
            - Принц Дом Педру Луиш Орлеан-Браганса (1983—2009)
            - Принцесса Донна Амелия Мария де Фатима Орлеан-Браганса (род. 1984)
            - Принц Дом Рафаэл Антониу Орлеан-Браганса (род. 1986)
            - Принцесса Донна Мария Габриэла Орлеан-Браганса (род. 1989)

          - Принцесса Донна Элеонора Мария Орлеан-Браганса (род. 1953)
            - Элис Мария де Линь (род. 1984)
            - Энрике Антониу де Линь (род. 1989)

          - Принц Дом Франсишку Мария Орлеан-Браганса (род. 1955)
          - Принц Дом Альберту Мария Орлеан-Браганса (род. 1957)
          - Принцесса Донна Мария Тереза Орлеан-Браганса (род. 1959)
          - Принцесса Донна Мария Габриэла Орлеан-Браганса (род. 1959)

        - Принц Дом Луиш Гастан Орлеан-Браганса (1911—1931)
        - Принцесса Донна Пиа Мария Орлеан-Браганса (1913—2000)

      - Принц Дом Антониу Гастан Орлеан-Браганса (1881—1918)

    - Принцесса Донна Леопольдина Бразильская (1847—1871)
      - Принц Педру Август Саксен-Кобург-Готский (1866—1934)
      - Принц Август Леопольд Саксен-Кобург-Готский (1867—1922)
        - Принцесса Тереза Кристина Саксен-Кобург-Готская (1902—1990)
          - Карлос Тассо Саксен-Кобург и Браганса, барон фон Таксис-ди-Бордогн (род. 1931)

      - Принц Жозе Фернандо Саксен-Кобург-Готский (1869—1888)

    -  Дом Педру Афонсу, императорский принц Бразилии (1848—1850)

  - Принцесса Донна Мария Амелия Бразильская (1831—1853)